# Anders Eide
Anders Eide (Snåsa, 7 marzo 1971) è un ex fondista norvegese.

## Biografia
In Coppa del Mondo ottenne il primo risultato di rilievo il 14 marzo 1992 a Vang (44°), il primo podio l'8 dicembre 1996 a Davos (3°) e l'unica vittoria il 15 dicembre successivo a Brusson.
In carriera prese parte a un'edizione dei Giochi olimpici invernali, Nagano 1998 (11° nella 50 km), e a due dei Campionati mondiali (12° nella 50 km a Thunder Bay 1995 il miglior risultato).

## Palmarès

### Coppa del Mondo
- Miglior piazzamento in classifica generale: 11º nel 1996
- 3 podi (tutti a squadre[1]):
  - 1 vittoria
  - 1 secondo posto
  - 1 terzo posto

#### Coppa del Mondo - vittorie
| Data             | Località | Nazione | Spec.                                                           |
| ---------------- | -------- | ------- | --------------------------------------------------------------- |
| 15 dicembre 1996 | Brusson  | Italia  | 4x10 km (con Egil Kristiansen, Kristen Skjeldal e Bjørn Dæhlie) |